# Радоберт
Радоберт або Хродберт (Роберт) (д/н — бл. 695) — франкський державний діяч Нейстрії і Бургундії.

## Життєпис
Походив зі знатного франкського роду. Висувається версія, що міг бути родичем Радона, мажордома Австразії. Був одним з підписантів хартії Хлодвіга II, короля Нейстрії і Бургундії, від 22 червня 653 або 654 року. У цьому документі, складеному в Кліші, монарх підтверджував дані раніше привілеї абатству Сен-Дені. Є першою письмовою згадкою про Радоберта. він носив титул vir illuster, що свідчить про високе становище у франкському суспільстві. Разом з тим низка дослідників ототожнюють Радоберта з Хродбертом (Робертом), сином Роберта I, графа Гесбей. В такому випадку першою відомою посадою Радоберта (Хродберта) було референдарій короля Дагоберта I, яку він обіймав з 630 року.
Вважається, що став мажордомом Бургундії після смерті попередника Флаохада. При новому королі Хлотарі III він міг втратити свою посаду у зв'язку з остаточним затвердженням у 662 році реальної влади в Нейстрії і Бургундії в руках нейстрійского мажордома Еброїна. Водночас у випадку дотримання версії, що Радоберт є Хродбертом, то в такому випадку у 665 році він обійняв кафедру єпископа Туру. Тому ймовірно міг проміняти світську кар'єру на духовну.

## Родина
В залежності ототожнювати чи ні Радоберта і Хродберта розглядаються версії стосовно його дітей. Якщо розглядати їх як одну особу, то мажордом Бургундії і єпископ Туру мав сина графа Ламберта I і доньку Ангадрісму. Ті дослідники, що розділяють цих осіб, вважають сином Радоберта — Рагнеберта, який загинув у 680 році. Відповідності до останньої версії батько Рагнеберта був не єпископом, а герцогом, що володів землями між Сеною і Луарою.